# 王用汲
王用汲（1528年—1593年），字明受，號麟泉，福建晋江人龍湖石龜王厝。明朝政治人物。萬曆朝官至南京刑部尚書。

## 生平
嘉靖三十七年（1558年）戊午科福建鄉試第三十五名。隆慶二年（1568年）戊辰科三甲進士。授任淮安府推官，署邳州篆，遷常德府同知，摄府事二載，萬曆五年（1577年）擢户部浙江司员外郎。王用汲以耿直廉洁闻名，萬曆六年（1578年）因触怒張居正，被削籍罢官。張居正死後，經孫繼先舉薦，萬曆十一年正月恢復官職，补任刑部员外郎，次月升广东佥事，八月升尚宝司卿，十二年九月升大理寺右少卿，次年轉左少卿，十四年晋顺天府府尹，十五年二月升为南京右副都御史、提督操江。十七年六月升南京兵部右侍郎，十八年改任吏部侍郎，十九年官至南京刑部尚书，二十年五月因脾病严重乞休。万历二十一年（1593年）十一月卒，享年六十六，谥恭质。

## 墓葬
墓在今泉州东海街道法石社区东海医院附近。是泉州市的市文物保护单位，但2008年受到违章建筑破坏，至2017年依旧损毁严重，

## 家族
曾祖王晉和；祖父王治；父王孫。母施氏。永感下。兄用榮、用華。弟用脩、王琚、王珊。

## 延伸阅读
[在维基数据编辑]
 《明史卷二百二十九》，出自《明史》

| 官衔          | 官衔                                    | 官衔         |
| ------------- | --------------------------------------- | ------------ |
| 前任： 沈思孝 | 明朝順天府府尹 萬曆十四年（1586年）上任 | 繼任： 周 繼 |